# DOHC
DOHC(영어: Double OverHead Camshaft) 또는 트윈캠(Twin Cam)은 왕복 기관의 흡배기 밸브 구조 형식 중 하나다.

## 특징

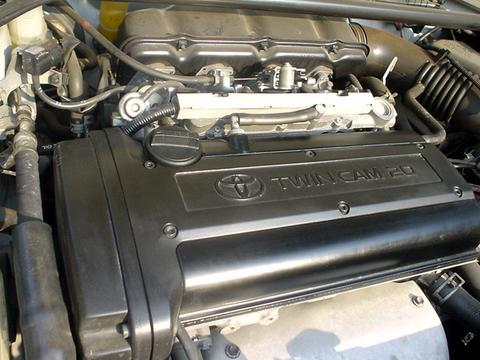
DOHC엔진의 일례
(도요타 제 4A-GE형 엔진(5밸브 헤드 사양))

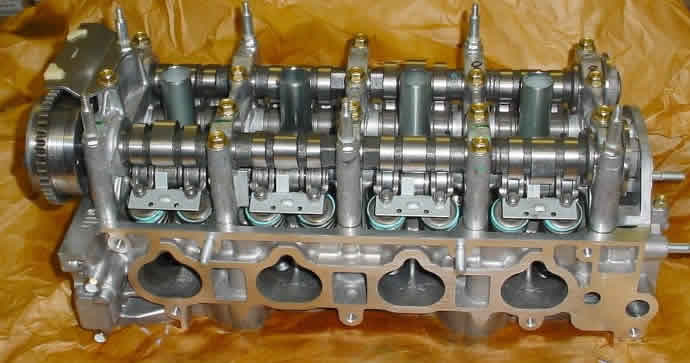
혼다 자동차 제 K20A형4기통 DOHC 16밸브 엔진의 실린더 헤드

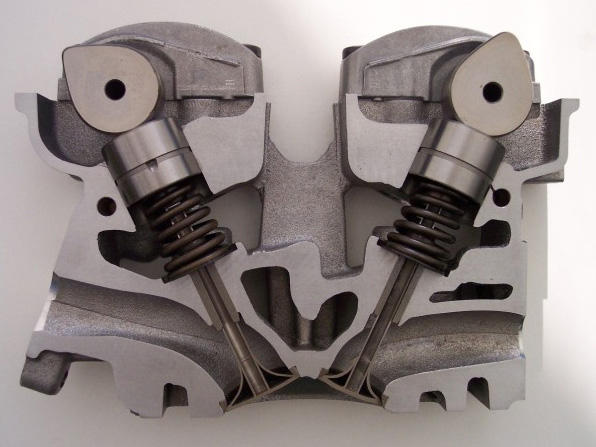
DOHC엔진의 실린더 헤드(직동식)의 단면

DOHC엔진 실린더 헤드의 단면.
배기 밸브와 흡기 밸브가 각각 별도의 캠에 의해 개폐된다.

실린더 헤드의 밸브의 구동에 있어 흡기측과 배기측에 다른 샤프트를 사용한 것을 의미한다. SOHC에 비해 샤프트 당 부하가 적어진다. 로커 암을 없애고 캠을 사용한 밸브 직동이 가능하기 때문에 고회전화·고출력화가 쉽다.
DOHC 방식의 가장 큰 장점은 어디까지나 연소실과 포트 등 실린더 헤드 설계의 자유도가 늘어나는 것이며, 캠축이 늘어나는 것만으로 성능이 향상되는 것은 아니다. 그러나 도요타처럼 상품성 등의 어필을 위해 DOHC를 적극적으로 채용하는 메이커도 있다. 참고로 직동식 SOHC엔진도 있지만 실린더 헤드 설계 자유도가 낮아져 연소실 형상이나 밸브 수, 밸브 협각(영어: valve included angle) 등에 제한이 생긴다.
밸브 레이아웃은 흡기 밸브와 배기 밸브가 실린더의 반원을 경계로 마주보는 크로스 플로우 형, 또는 흡기 밸브와 배기 밸브를 대각으로 배치한 형태등을 선택할 수 있다. 또 연소실 형상의 설계 자유도가 높은 등 장점이 많아 고성능 엔진에 많이 채용되고 있다. 개인 튠에 대해서는 밸브 타이밍을 흡기·배기에서 따로 조정할 수 있는 높은 자유도도 특징이지만 단점으로는 부품 수가 늘면서 샤프트가 2개가 되기 때문에 실린더 헤드가 커지는 등의 문제가 있다.
이외에는 최근 널리 보급된, 캠의 위상을 변화시키는 가변 밸브 타이밍과 상성이 좋다는 장점도 있다. SOHC에서는 흡배기 밸브가 하나의 캠으로 구동되기 때문에 캠의 위상을 변화시키면 급배기 양쪽의 위상이 똑같이 변화해버려 효과를 얻기 어렵다.
이 때문에 캠 위상을 변화시키는 밸브 타이밍 기구를 채용할 경우 예외를 제외하면 기본적으로는 DOHC 방식을 사용한다.

## 역사
1912년 스위스 출신의 기술자 에르네스트 헨리(Ernest Henry)가 프랑스 푸조의 레이싱 카 용으로 개발한 것이 처음인 것으로 알려져 있으며, 스페인 이스파노 수이자(Hispano Suiza)사의 설계자 마크 비르킥트(Marc Birkigt)의 아이디어를 표절했다는 설도 있다.
부품 수가 많고 구조가 복잡하여 1950년대 이전에는 레이싱 카나 고급 스포츠 카에만 사용되는 기술이었다.
제2차 세계 대전 이후, 전쟁 전부터 DOHC엔진을 적극적으로 다뤄온 알파 로메오가 양산에 들어갔고, 일본의 혼다 기연공업을 비롯한 닛산 자동차, 도요타 자동차가 기존의 양산형 엔진을 바탕으로 헤드 부분을 DOHC로 개조한 고성능 엔진을 개발, 스포츠 모델에 탑재해 출시하였으며. 이후 양산형 DOHC엔진은 국내외 자동차 메이커에 보급되었다. 요즘은 디젤 엔진에도 DOHC를 채택하는 경우도 있다.

## 멀티 밸브
4행정 엔진에서 한 개의 실린더에 3개 이상의 밸브를 갖는 것을 말하며, 그 엔진을 멀티 밸브엔진이라고 한다. 일부 SOHC나 OHV(OHV의 경우는 일부 오토바이 또는 산업용, 농업 기계 용을 비롯한 일부 디젤 엔진) 멀티 밸브 엔진도 있지만 대부분은 DOHC이며, 앞서 서술한 푸조의 첫 DOHC엔진도 동시에 최초의 멀티 밸브 엔진이기도 했다. 양자는 밀접한 관계에 있다.

## 같이 보기
- 사이드 밸브
- OHV
- 로터리 밸브
- OHC
- SOHC